# Isidor Ascheim
Pour les articles homonymes, voir Ascheim.
Isidor Ascheim, né à Margonin le 14 octobre 1891 et mort à Jérusalem le 19 mai 1968, est un peintre et graveur allemand.

## Biographie
Né dans une famille juive orthodoxe, il prend part à la Première Guerre mondiale. Élève d'Otto Mueller à Breslau, il expose en 1928 au Salon d'automne. 
Il immigre en Palestine au début de la Seconde Guerre mondiale.